# Gunnar Eurenius
Gunnar Otto Eurenius, född den 5 april 1905 i Mariestad, död den 26 augusti 1994 i Nice, var en svensk jurist. Han var son till Jacob Eurenius.
Eurenius avlade juris kandidatexamen vid Uppsala universitet 1927 och genomförde tingstjänstgöring 1928–1930. Han blev attaché vid Utrikesdepartementet 1931, fiskal i Göta hovrätt 1933, extra ordinarie assessor där 1937, ordinarie assessor 1939, tillförordnad revisionssekreterare 1943, hovrättsråd 1945 och ordinarie revisionssekreterare 1947. Eurenius var häradshövding i Tössbo och Vedbo domsaga 1952–1970 och lagman i Tössbo och Vedbo tingsrätt 1971–1972. Han blev riddare av Nordstjärneorden 1949 och kommendör av samma orden 1964.